# Universidade da Califórnia em Santa Cruz
Universidade da Califórnia em Santa Cruz  (em inglês: University of California in Santa Cruz, UCSC) foi fundada em 1965, e é uma extensão da Universidade da Califórnia, conhecida por UC. Está localizada à beira da comunidade costeira de Santa Cruz (Califórnia).